# Fargesia yajiangensis
Fargesia yajiangensis är en gräsart som beskrevs av Tong Pei Yi och J.Y.Shi. Fargesia yajiangensis ingår i släktet bergbambusläktet, och familjen gräs. Inga underarter finns listade i Catalogue of Life.